# Cruceta (Perú)
Cruceta es una villa peruana ubicada en el distrito de Tambogrande, perteneciente a la provincia y departamento de Piura, al norte del Perú. 

## Ubicación
Cruceta se ubica al norte de la provincia de Piura, en el distrito de Tambogrande, en el departamento de Piura.

## Demografía
En 2017 Cruceta tenía una población de 4597 habitantes.
| Gráfica de evolución demográfica de Cruceta entre 1993 y 2017 |
|                                                               |
| Fuentes: Población 1993 y 2017                                |